# Phillips Collection
The Phillips Collection (littéralement, « La Collection Phillips ») est un musée d'art abritant l'une des plus importantes collections mondiales de peintures, fondé par Duncan Phillips et Marjorie Acker Phillips en 1921 sous le nom de Phillips Memorial Gallery, situé dans le quartier du Dupont Circle de Washington (district de Columbia).

## Histoire
Duncan Phillips (1886-1966), petit-fils de James H. Laughlin, banquier et cofondateur de la Jones et Laughlin Steel Company, a joué un rôle déterminant dans l'éveil de l'Amérique à l'art moderne . Né à Pittsburgh, il déménage avec sa famille à Washington DC, en 1895. Avec sa mère, il crée la Phillips Memorial Gallery après la mort soudaine et prématurée de son frère, James Laughlin Phillips (30 mai 1884-1918), et de son père, Duncan Clinch Phillips (1838-1917), un millionnaire en vitrages de Pittsburg, membre du South Fork Fishing and Hunting Club, propriétaires du barrage dont l'échec a entraîné l'inondation de Johnstown de 1889.
Commençant par une petite collection familiale de peintures, Phillips, qui est critique d'art, enrichit considérablement la collection. Une pièce spécialement construite au-dessus de l'aile nord de la maison familiale sert d'espace de galerie publique. Avec une collection dépassant 600 œuvres et faisant face à la demande du public, la famille Phillips déménage dans une nouvelle maison en 1930, transformant toute la résidence de la 21st Street en un musée d'art.
Duncan Phillips a épousé la peintre Marjorie Acker en 1921. Avec son aide et ses conseils, il développe sa collection « comme un musée d'art moderne et de ses sources », croyant fermement au continuum d'artistes influençant leurs successeurs à travers les siècles. Son accent sur la tradition continue de l'art est révolutionnaire lorsque l'Amérique est largement critique du modernisme, qui est considéré comme une rupture avec le passé. Phillips rassemble des œuvres de maîtres tels que Le Greco, le qualifiant de « premier expressionniste passionné », ; Jean Siméon Chardin parce qu'il est « le premier peintre moderne » ; Francisco de Goya parce qu'il a été « le tremplin entre les Maîtres anciens et les Grands Modernes comme Paul Cézanne » ; et Édouard Manet, « maillon important d'une chaîne qui a commencé avec Goya et qui [a conduit] à Paul Gauguin et Henri Matisse »[réf. nécessaire].
Polly Fritchey, l'épouse du chroniqueur Clayton Fritchey, a aidé la collection Phillips à évoluer d'un petit musée familial à une galerie d'art publique et a été l'un des premiers administrateurs nommés en dehors de la famille. De plus, elle a participé au lancement de sa campagne nationale de financement.

## Collections

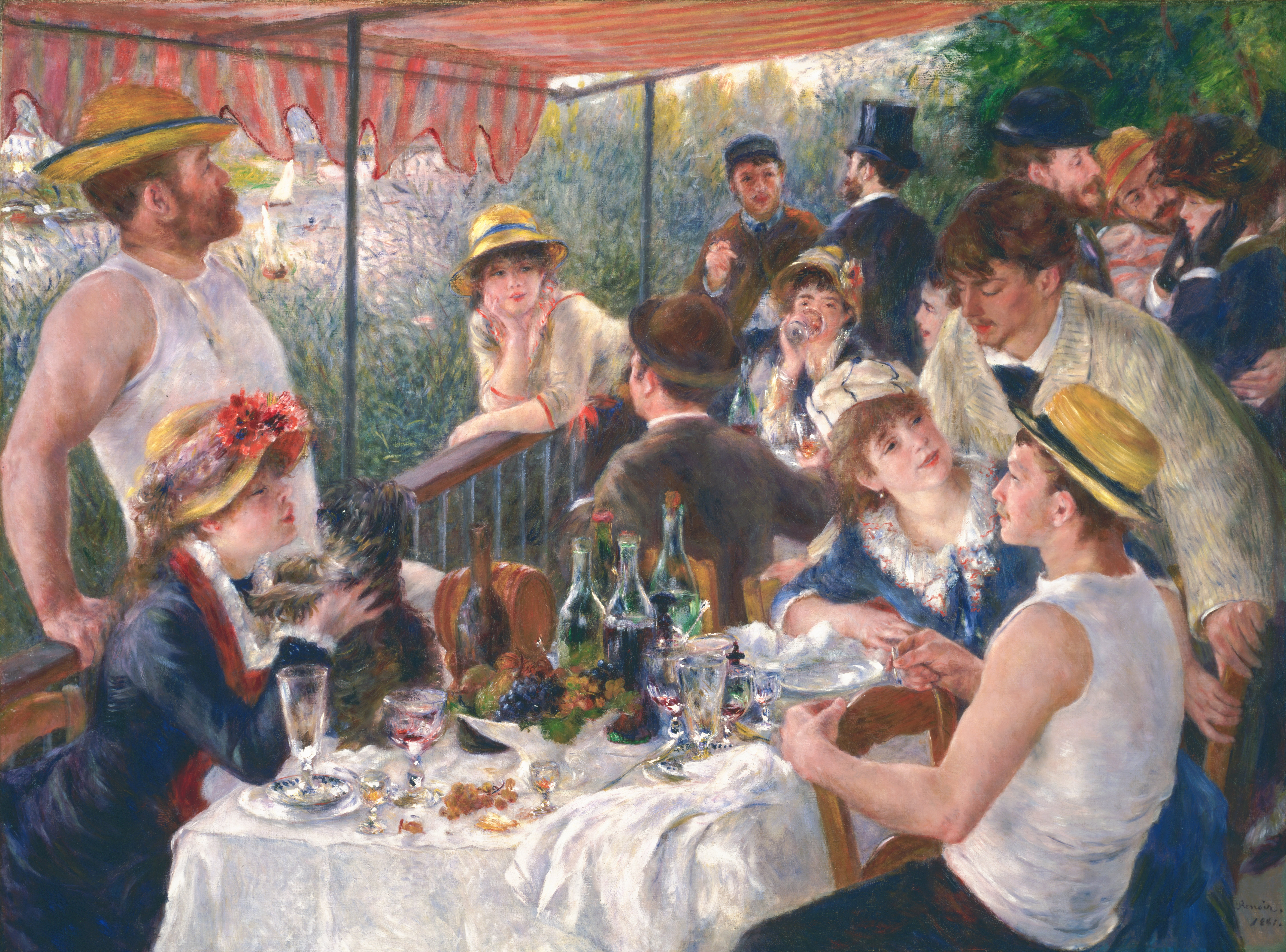
Auguste Renoir, Le Déjeuner des canotiers, (1880-1881).

The Phillips Collection est le premier musée d'art moderne d'Amérique. Doté d'une collection permanente de près de 3 000 œuvres d'artistes impressionnistes et modernes américains et européens, il est reconnu à la fois pour son art et son atmosphère intimiste. Il est installé dans la maison néo-géorgienne datant de 1897 de son fondateur Duncan Phillips, dans deux ailes de taille similaire dans le quartier du Dupont Circle de Washington DC.
Le musée est réputé pour sa large représentation de peintures impressionnistes et modernes, avec des œuvres de maîtres européens tels que Gustave Courbet, Pierre Bonnard, Georges Braque, Jacques Villon, Paul Cézanne, Honoré Daumier, Edgar Degas, Vincent van Gogh, Paul Klee, Henri Matisse, Claude Monet, Alfred Sisley, et Pablo Picasso. En 1923, Phillips achète le tableau impressionniste d'Auguste Renoir, Le Déjeuner des canotiers (1880-1881), l'œuvre la plus connue du musée,.

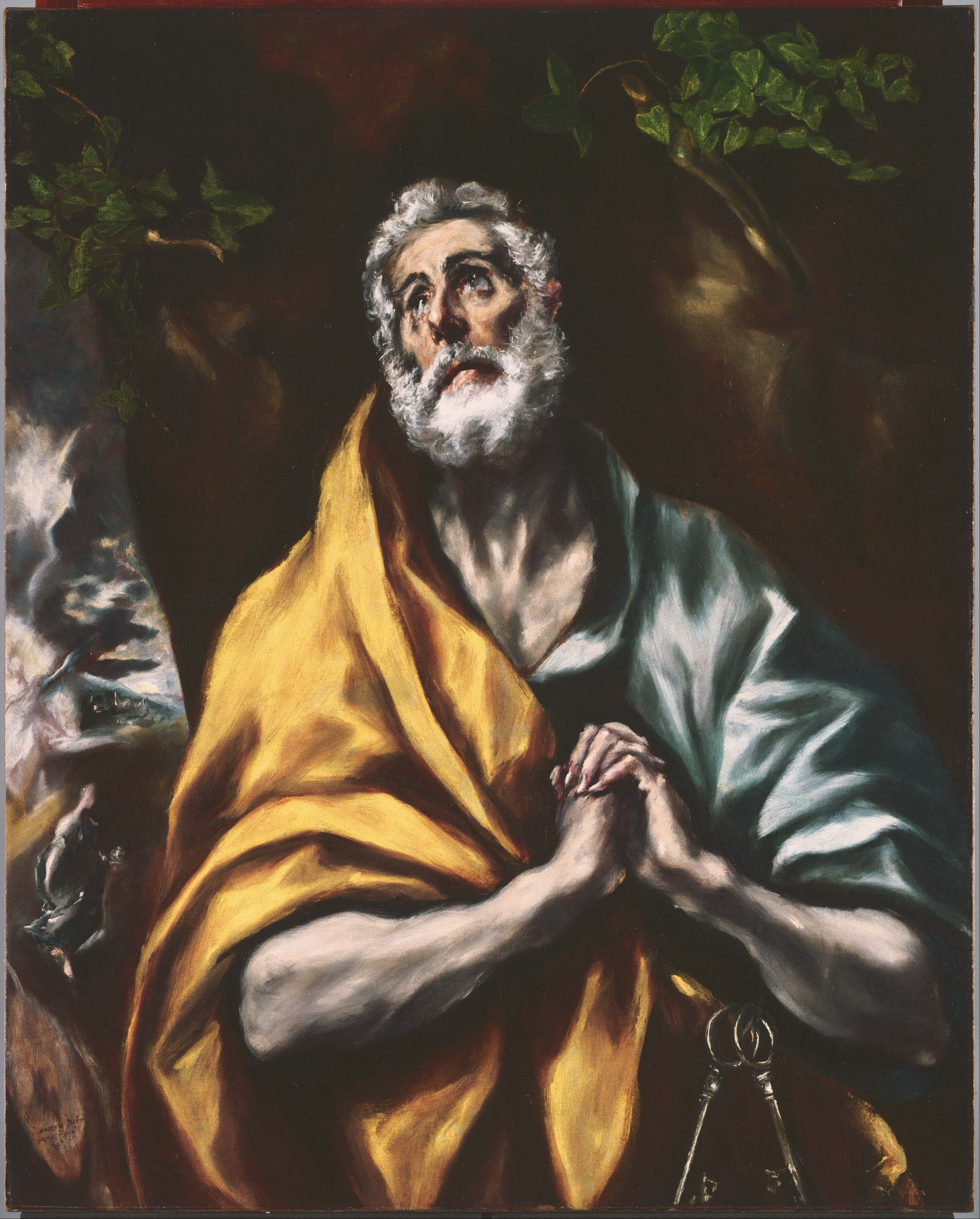
Le Greco, Saint Pierre repentant.

Des années 1920 aux années 1960, Phillips a réorganisé ses galeries avec des installations non chronologiques et non traditionnelles, reflétant les relations qu'il voyait entre diverses expressions artistiques. Il a présenté des connexions visuelles ; entre passé et présent, entre forme classique et expression romantique ; sous forme de dialogues sur les murs du musée. Accordant une attention égale aux artistes américains et européens, il a juxtaposé des œuvres de Winslow Homer, Thomas Eakins, Maurice Prendergast, James Abbott McNeill Whistler et Albert Pinkham Ryder avec des toiles de Pierre Bonnard, Peter Ilsted et Édouard Vuillard. Il expose des aquarelles de John Marin avec des peintures de Cézanne et des œuvres de van Gogh avec le Saint Pierre repentant du Greco (vers 1600-1605). La vision de Phillips a réuni « des esprits sympathiques parmi les artistes », et ses idées guident toujours le musée aujourd'hui.
The Phillips Collection est également connue pour ses groupes d'œuvres d'artistes particulièrement appréciés par Phillips. Par exemple, il a été submergé par l'utilisation expressive de la couleur par Bonnard, acquérant 17 peintures de l'artiste. Le pionnier du cubisme Georges Braque est représenté par treize tableaux, dont la monumentale nature morte La Table Ronde (1929). La collection comprend un nombre égal d'œuvres de Klee, telles que Chanson arabe (1932) et Picture Album (1937), ainsi que sept œuvres de l'artiste expressionniste abstrait Mark Rothko.
La salle Rothko, le premier espace public consacré uniquement au travail de l'artiste, a été conçue par Phillips conformément au souhait exprimé par Rothko d'exposer ses grandes peintures lumineuses dans un petit espace intime, saturant la pièce de couleurs et de sensations. La salle Rothko est la seule installation existante du travail de Rothko élaborée en collaboration avec l'artiste lui-même. Phillips a été attiré par le travail de Rothko parce qu'il considérait son utilisation de la couleur comme similaire à celle de Bonard.
Tout au long de sa vie, Phillips a acquis des peintures de nombreux artistes qui n'étaient pas pleinement reconnus à l'époque, parmi lesquels John Marin, Georgia O'Keeffe, Arthur Dove, Nicolas de Staël, Milton Clark Avery, Betty Lane, Victor Dubreuil et Augustus Vincent Tack,. En achetant des œuvres d'artistes aussi prometteurs mais inconnus, Phillips leur a donné les moyens de continuer à peindre. Il a noué des liens étroits avec plusieurs artistes qui figurent en bonne place dans la collection ; Dove et Marin en particulier ; et a régulièrement acheté des œuvres d'artistes et d'étudiants pour ce qu'il appelait son  « encouragement collection » (« collection d'encouragement »). Le musée a également servi de refuge visuel pour des artistes tels que Richard Diebenkorn, Gene Davis et Kenneth Noland. Dans un hommage rendu au musée en 1982, Noland a reconnu : « J'ai passé de nombreuses heures de plusieurs jours dans cette maison de l'art. Vous pouvez être avec l'art dans The Phillips comme dans aucun autre endroit que je connaisse. »
En 2013, le musée a inauguré sa deuxième installation permanente, une salle recouverte de cire par l'artiste Wolfgang Laib. Bien que le travail de Laib soit souvent interprété comme évocateur de la nature, la pièce, qui mesure 6 pieds sur 7 pieds (env. 1,88 sur 2,13 m) et est éclairée par une seule ampoule nue, peut aussi sembler dure et énigmatique. Laib s'est intéressé à l'installation spécifique au site, qui a nécessité environ 500 pounds (env. 226,5 kg) de cire, après avoir visité la salle Rothko du musée.

## Braque, l'emblème du musée
Duncan Phillips, était un admirateur de Georges Braque et en particulier du tableau L'Oiseau (huile sur toile, 1956, 45,72 × 49,53 cm), qu'il a fini par acheter peu avant sa mort en 1966. L'Oiseau est maintenant l'emblème et le logo de la Phillips collection.
Lors de l'exposition de ce tableau en 1956 à la galerie Maeght, Duncan Phillips n'avait pas les moyens de l'acquérir. Il a demandé à Braque l'autorisation de faire reproduire L'Oiseau en bas-relief d'après un des oiseaux en vol du peintre. Exécutée en granit brun par Pierre Bourdelle, fils d'Antoine Bourdelle, l'œuvre a trouvé sa place en 1960 au-dessus de la porte d'une nouvelle annexe.

## Bâtiment

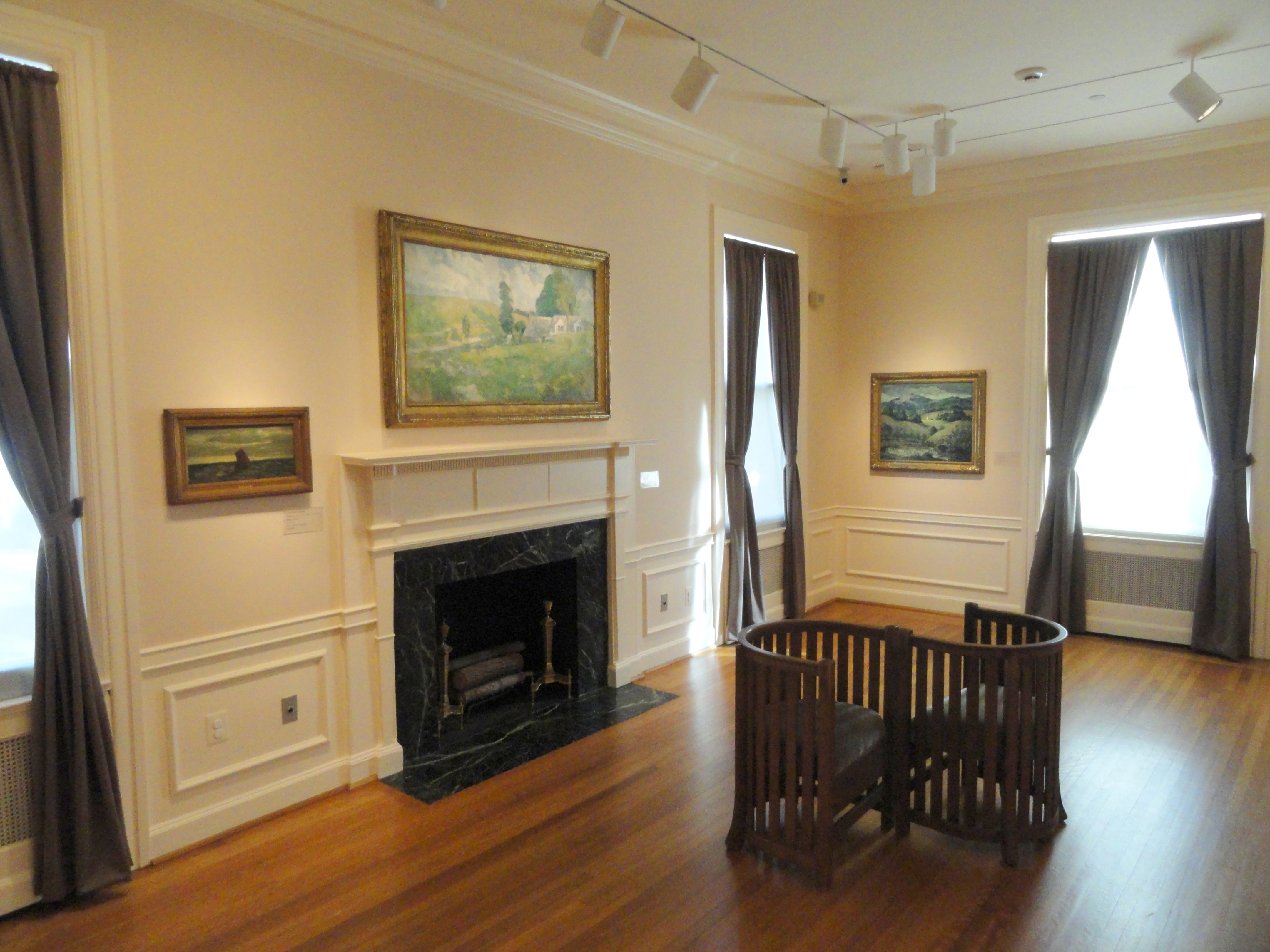
Vue intérieure.

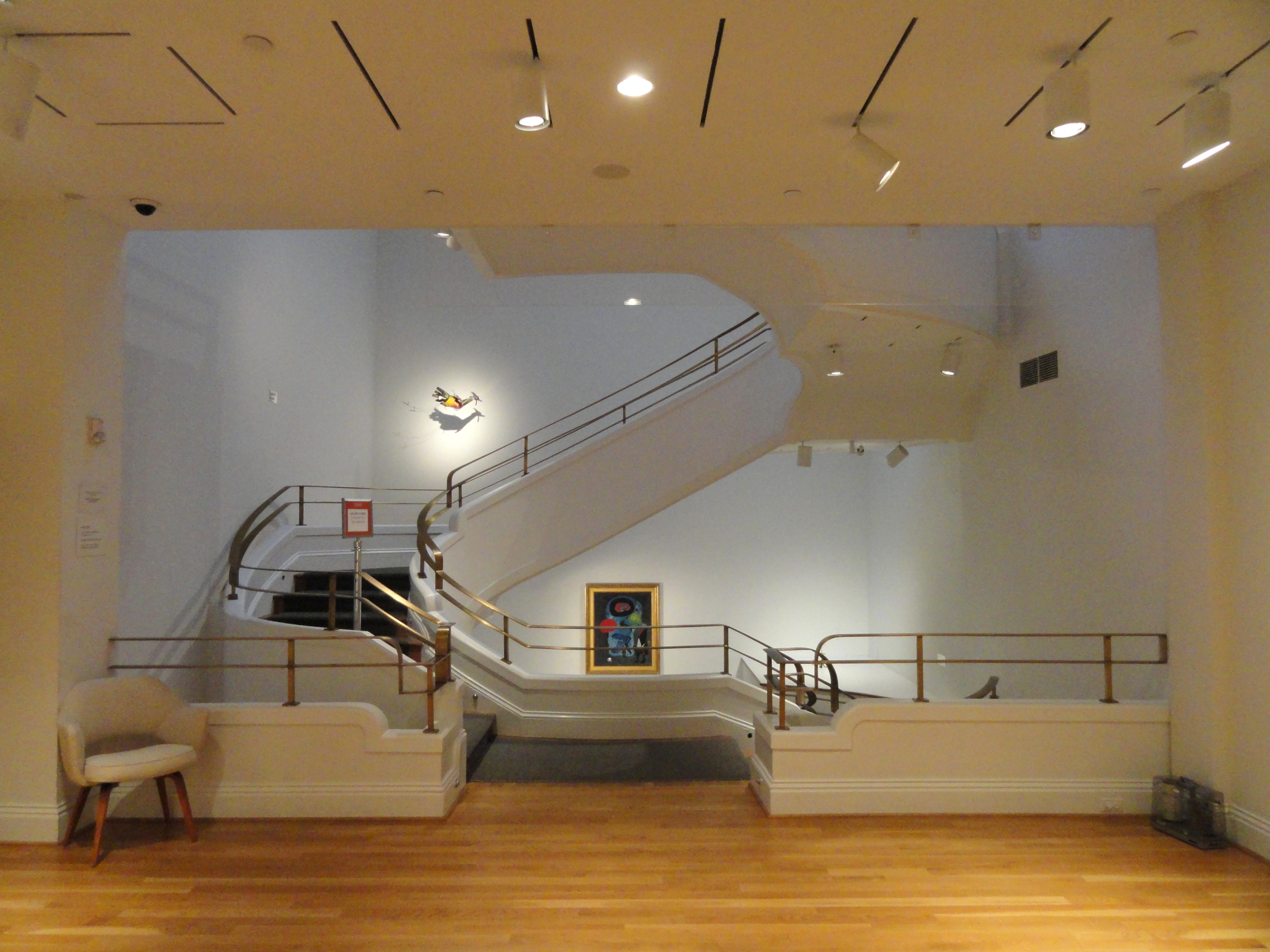
Vue intérieure.

The Phillips Collection est hébergée dans un espace spécifique du quartier du Dupont Circle de Washington. Dès le début, Duncan Phillips a exposé sa collection dans des galeries à son domicile. Une maison néo-géorgienne datant de 1897, connue sous le nom de maison Phillips, abrite ce qui forme maintenant la section sud du bâtiment du musée, la section nord de la collection est nommée Goh Annex (annexe Goh). La maison Phillips est inscrite au registre national des lieux historiques sous le nom de maison Duncan Phillips.
Au fil du temps, le bâtiment a été adapté pour inclure plus de galeries et de bureaux, en particulier après le déménagement de la famille Phillips en 1930. En 1960, Phillips a ajouté une aile moderniste. Cet ajout a été rénové et repensé en 1989 grâce à un don de 1,5 million de dollars de l'homme d'affaires japonais Yasuhiro Goh et de sa femme Mes. Hiroko Goh ;  cet ajout est connu sous le nom de Goh Annex, nommé en leur honneur,.
Pour accueillir sa collection d'art toujours croissante, le public et des activités, The Phillips Collection a achevé un important projet de construction en avril 2006. Avec 65 % des 30 000 pieds carrés (2 787,0912 m2)  situés sous le sol, l'agrandissement préserve l'échelle intime et la qualité résidentielle qui distinguent The Phillips Collection, tout en respectant le caractère du quartier du Dupont Circle. Les nouveaux espaces, connus sous le nom de Sant Building, intègrent des galeries agrandies, les premières à accueillir des travaux à plus grande échelle après les années 1950 avec un auditorium de 180 places pour des conférences, des films et des événements, une cour extérieure, une nouvelle boutique et un café. L'architecte du nouveau bâtiment est Arthur Cotton Moore. Deux des éléments les plus remarquables de la nouvelle structure sont l'escalier intérieur blanc en colimaçon et le relief sculptural extérieur en pierre d'un oiseau lié à la peinture de Georges Braque, L'Oiseau, de la collection du musée.

## Centre d'art et de connaissance de l'Université du Maryland
L'extension de 2006 a également rendu possible le « Phillips Collection Center for the Study of Modern Art ». Ce nouveau modèle éducatif basé sur un musée a réuni des universitaires de tous les domaines dans un forum permanent de discussion, de recherche et de publication sur l'art moderne. Le bâtiment de deux étages, anciennement la remise à calèches, est le site des programmes et des cours sur l'art et les artistes modernes et contemporains.
En 2015, The Phillips Collection a lancé un partenariat avec l'Université du Maryland avec une vision commune pour transformer l'érudition et l'innovation dans les arts. Le centre a été rebaptisé « University of Maryland Center for Art and Knowledge at The Phillips Collection », qui est l'expansion du « Center for the Study of Modern Art » dans le musée et le lien pour le travail académique, les échanges universitaires et les collaborations interdisciplinaires innovantes.
Certaines des principales collaborations du partenariat comprennent l'élaboration d'un nouveau programme d'études en arts et des cours approfondis, des bourses postdoctorales, un prix du livre biennal, ainsi que des programmes et des événements.

## Services éducatifs
The Phillips Collection offre des services éducatifs en collaboration avec les écoles publiques du district de Columbia et d'autres institutions de la région. Elle présente également de nombreux programmes en direct dans le bâtiment principal à la fois dans la maison et dans les galeries.
Depuis les premières années du musée, lorsque les cours d'art avaient lieu au troisième étage de la maison, une attention particulière a été accordée à la sensibilisation éducative. Aujourd'hui, le musée propose un programme actif de conférences, de cours, d'ateliers parents/enfants et de programmes de formation des enseignants. Il s'adresse également à la communauté par le biais d'initiatives telles que Art Links to Literacy, combinant des programmes pour les élèves mal desservis des écoles publiques du district de Columbia et leurs parents et tuteurs, avec un développement professionnel pour leurs enseignants. Ces entreprises sont facilitées par de nouveaux espaces d'exposition consacrés à l'art étudiant, une salle d'activités artistiques pour des projets éducatifs pratiques et un laboratoire de technologie artistique pour développer des ressources interactives basées sur les programmes éducatifs du musée.

## Activités
Phillips After 5 combine du jazz en direct, des conférences dans les galeries, de l'art moderne et un bar payant, le premier jeudi de chaque mois de 17h à 20h30.
Les Sunday Concerts (Concerts du dimanche), fondés en 1941, proposent de la musique de chambre classique dans l'intimité de la salle de musique lambrissée de chêne du musée. Les concerts ont présenté des ensembles et des solistes allant de Glenn Gould, Jessye Norman, Jean-Yves Thibaudet et Emanuel Ax à certains des jeunes musiciens les plus talentueux d'aujourd'hui. Les Sunday Concerts ont lieu d'octobre à mai à 16 heures précises,.
De la musique live est présentée dans la maison, avec des spectacles de musiciens locaux et parfois des musiciens invités de l'étranger. Ils sont présentés lors de nombreux événements, parmi lesquels la célébration annuelle du Nouvel An, l'anniversaire de The Phillips Collection, entre autres événements.
Les Centennial music commission sont des dialogues créatifs entre la musique et les arts visuels, où les compositeurs répondent aux œuvres de la collection. Ces œuvres audiovisuelles sont libres de reproduction sur le site de The Phillips Collection.
En décembre 2009, The Pink Line Project a organisé une soirée multimédia intitulée « Art Is _____ ». Les visiteurs étaient invités à remixer la définition de l'art, en utilisant les écrits de Duncan Phillips comme matériau source. Les invités pouvaient envoyer des SMS à un informaticien qui les projetait sur un mur, créant ainsi un projet artistique de groupe.
En 2021, le musée a accueilli une exposition sur invitation avec jury intitulée Inside Outside, Upside Down, qui a été décrite par le Washington City Paper comme « nous obligeant à nous souvenir d'une époque qui nous a laissé « confus, battus et désorientés » à travers les yeux de 64 DC-artistes de la région. ».
Les Artwalks sont des événements organisés dans le musée le troisième jeudi de chaque mois entre 17 h 00 et 20 h 00. Un conservateur ou un invité se promène avec les visiteurs dans la galerie tout en parlant de la vie et de l'œuvre de l'auteur ou des auteurs et en donnant un aperçu de l'histoire derrière le œuvres d'art exposées.
Meditation est une activité de bien-être gratuite dirigée par la professeure de yoga locale, Aparna Sadananda. Cette méditation hebdomadaire est un programme de 30 minutes présenté initialement comme une activité in situ, après la présentation en ligne lors de la pandémie du COVID-19 ; il s'agit d'une activité d'accès gratuit qui se déroule via le logiciel Zoom, un outil de visioconférence gratuit qui peut être installé sur les téléphones mobiles, ordinateurs portables et téléviseurs intelligents. L'activité elle-même favorise le bien-être et aide à faire face au stress promu par les valeurs culturelles actuelles et aux défis engendrés par le COVID-19 lui-même.
Les visites à 360 degrés sont des visites virtuelles des expositions et des installations du musée. Elles comprennent des images en plein écran, le texte descriptif de l'œuvre d'art et des guides audio.

## Directeurs
À la mort de Duncan Phillips en 1966, sa femme Marjorie lui succède à la direction du musée. Leur fils, Laughlin, devient directeur en 1972. Il dirige la collection Phillips à travers un programme pluriannuel permettant d'assurer la sécurité physique et financière de la collection, de rénover et d'agrandir les bâtiments du musée, d'augmenter et de professionnaliser le personnel, de mener des recherches sur la collection et de rendre The Phillips Collection plus accessible au public. En 1992, Charles S. Moffett, auteur et conservateur renommé, est nommé directeur. Moffett est directement impliqué dans la présentation de plusieurs expositions ambitieuses au cours de ses six années de mandat, dont la mémorable « Impressionnistes sur la Seine : Une célébration du Déjeuner des canotiers de Renoir » en 1996.
Jay Gates devient directeur en 1998. Sous sa direction, The Phillips Collection continue de croître et d'élargir sa présence à Washington DC, à travers le pays et à l'international. Dorothy M. Kosinski, auparavant conservatrice au musée d'Art de Dallas, prend la direction en mai 2008. Elle devient directeur émérite en 2023 lorsque Jonathan Binstock, de la Memorial Art Gallery de l'Université de Rochester (NY), assume la direction,.

### Liste des directeurs
- Jonathan Binstock (2023-)
- Dorothy M. Kosinski (2008-2023)
- Jay Gates (1998–2008)
- Charles Moffett (1992–1998)
- Laughlin Phillips (1972–1992), fils de Duncan et Marjorie Phillips
- Marjorie Acker (1966-1972), artiste et épouse de Duncan Phillips
- Duncan Phillips (1921-1966), fondateur

## Sélection d'oeuvres

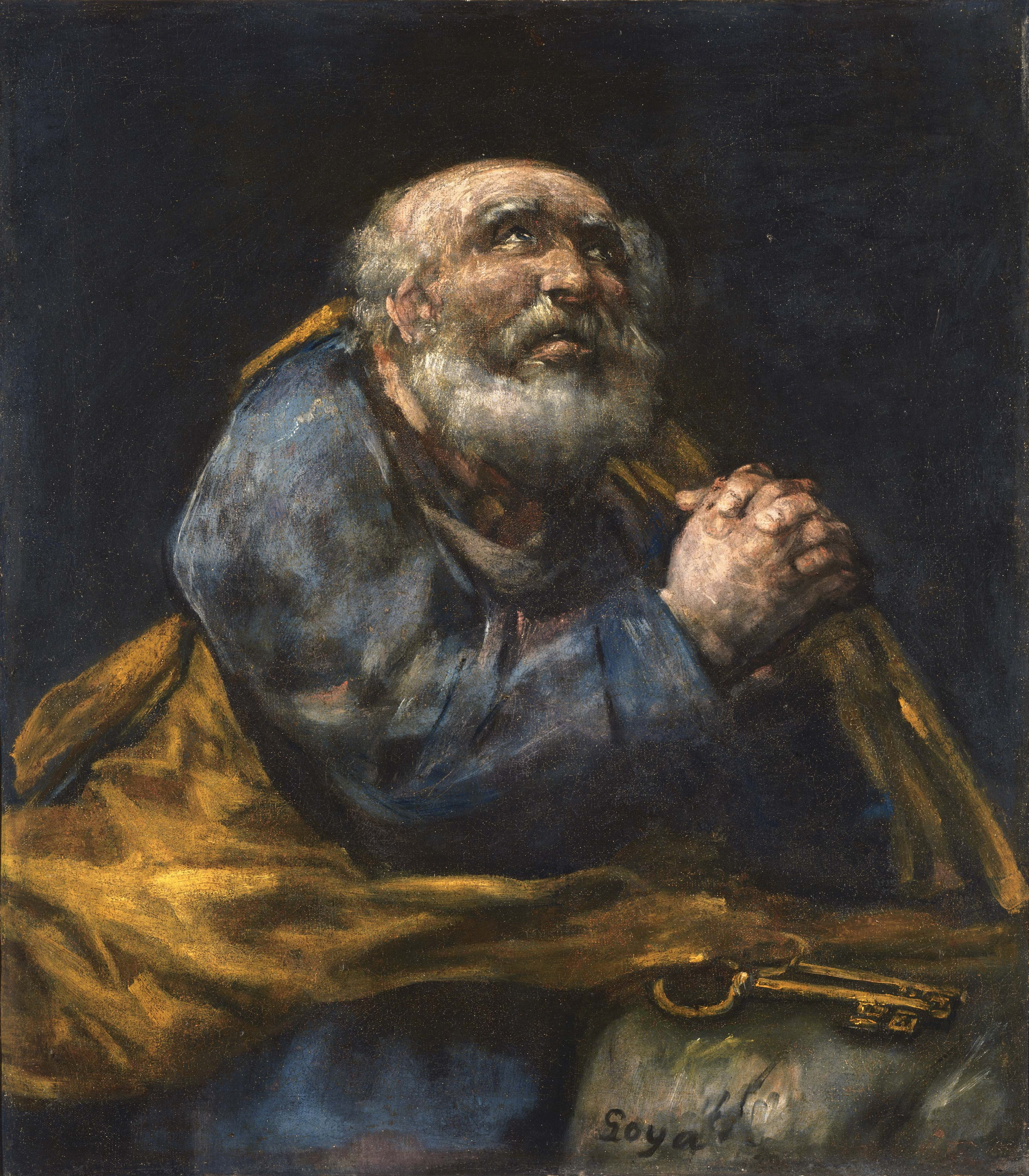
Francisco de Goya, Saint pierre repentant, 1823-1825.
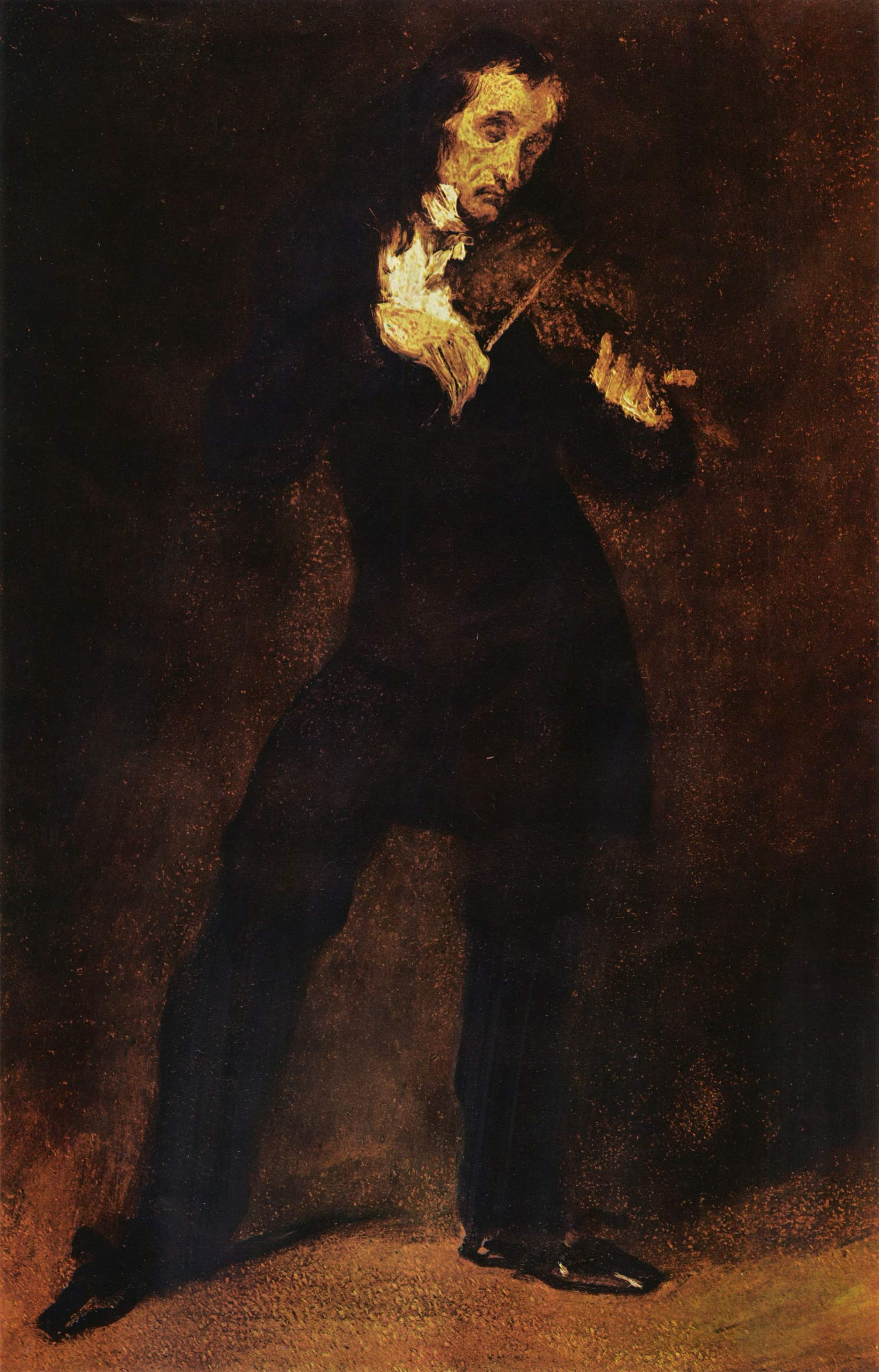
Eugène Delacroix, Paganini jouant du violon, 1832.
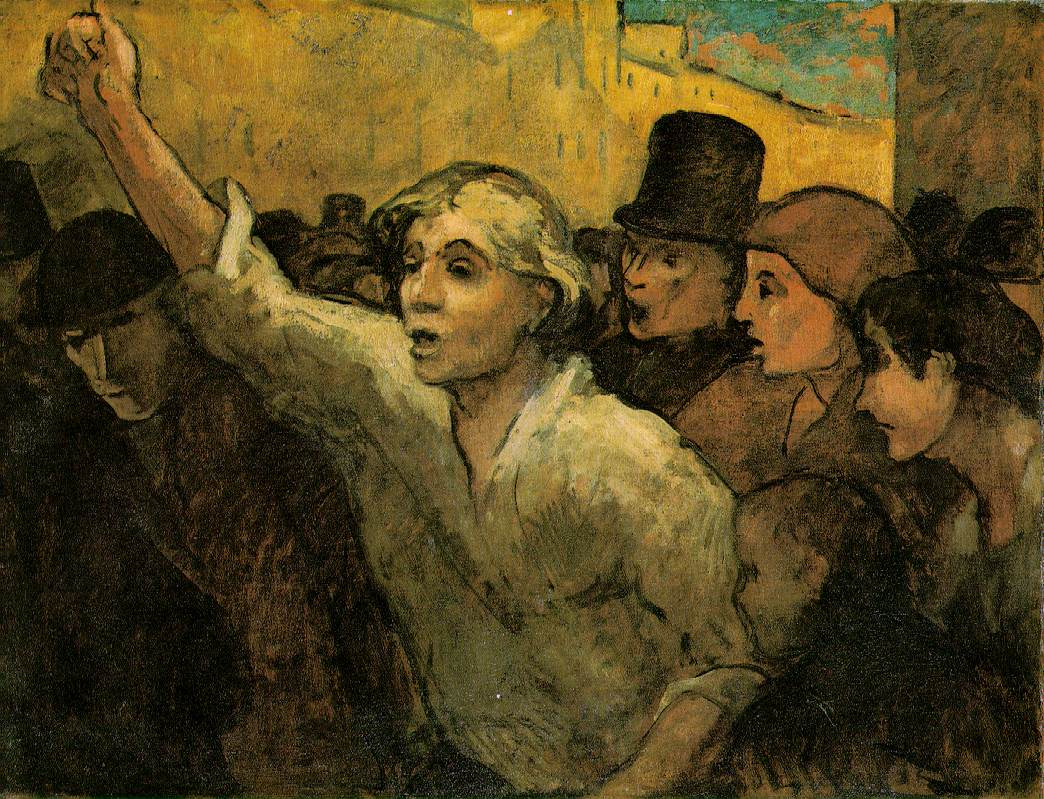
Honoré Daumier, L'Émeute, 1848.
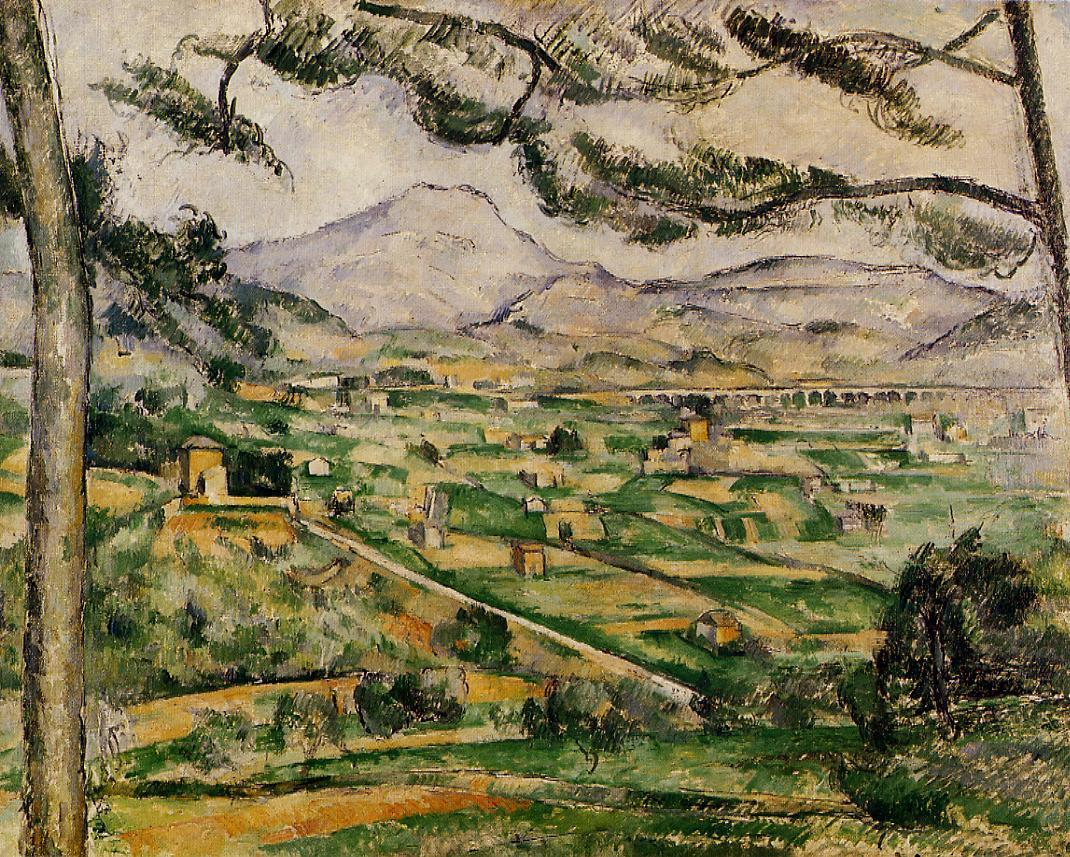
Paul Cézanne, Mont Sainte-Victoire avec grands pins, 1886-1887.
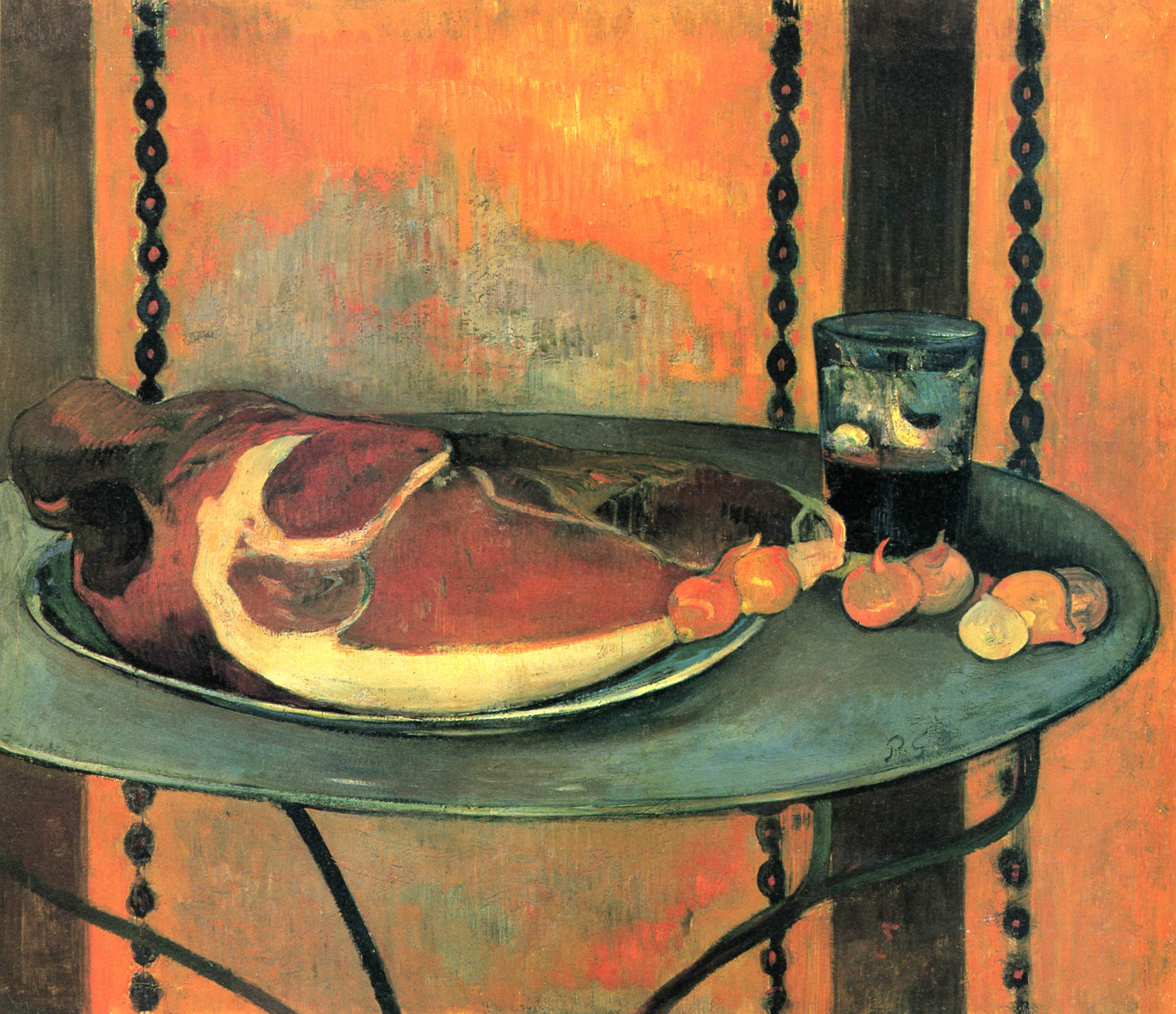
Paul Gauguin, Le Jambon, 1889.
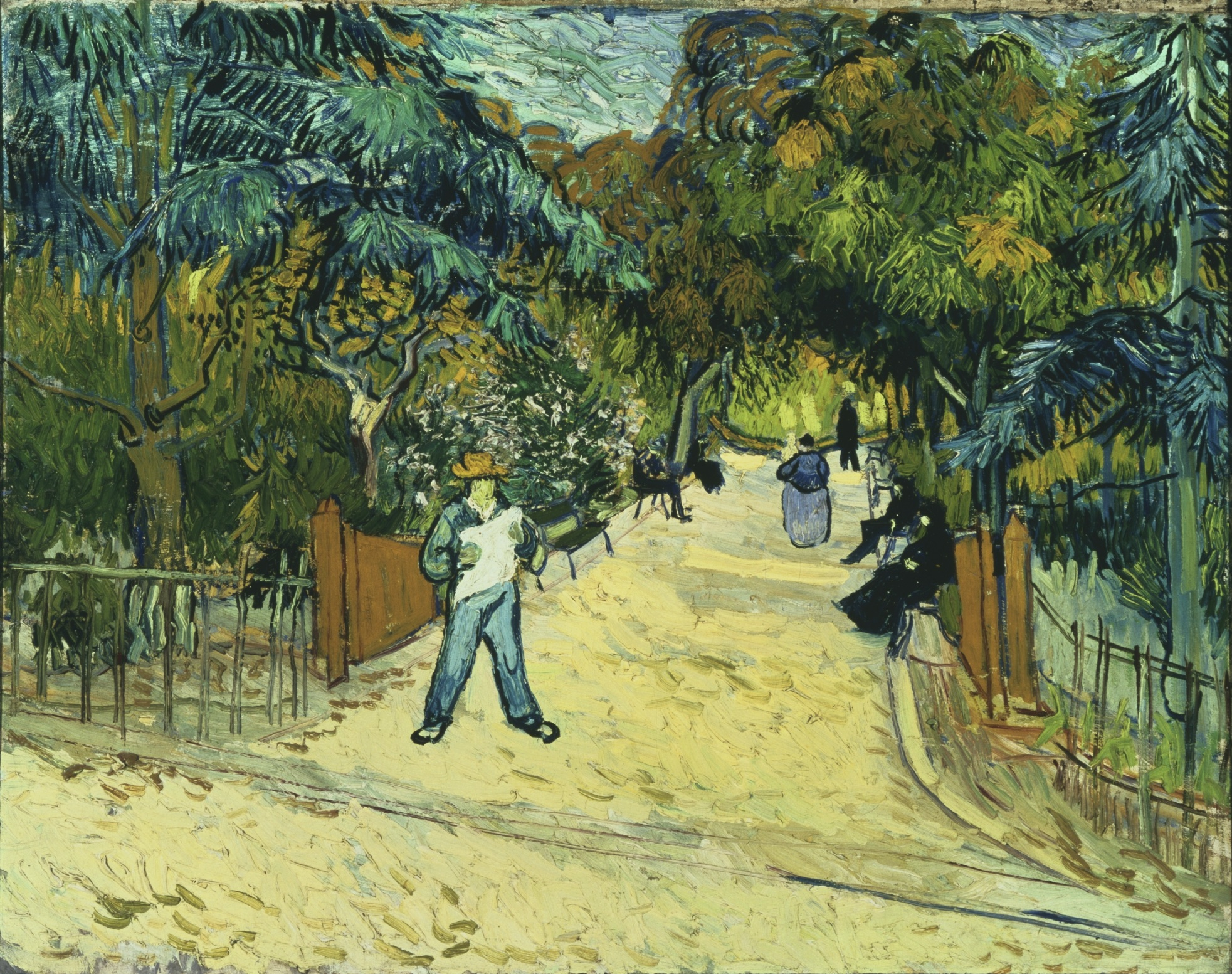
Vincent van Gogh, Entrée du parc public d'Arles, 1888.
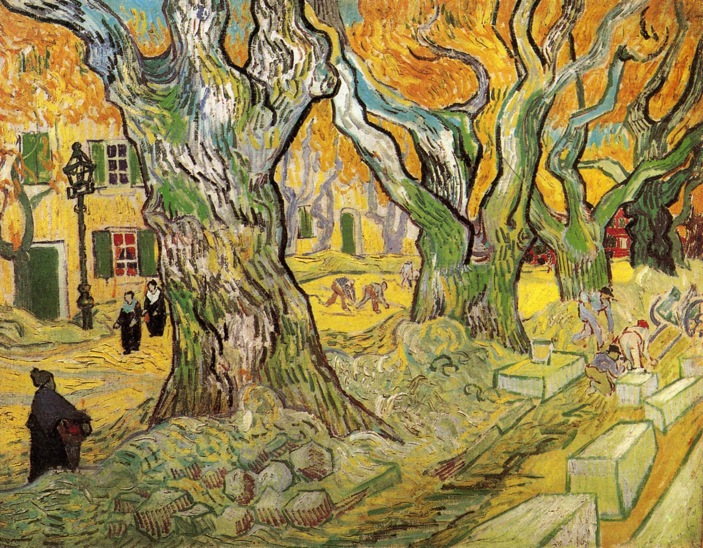
Vincent van Gogh, Les Cantonniers, 1889.
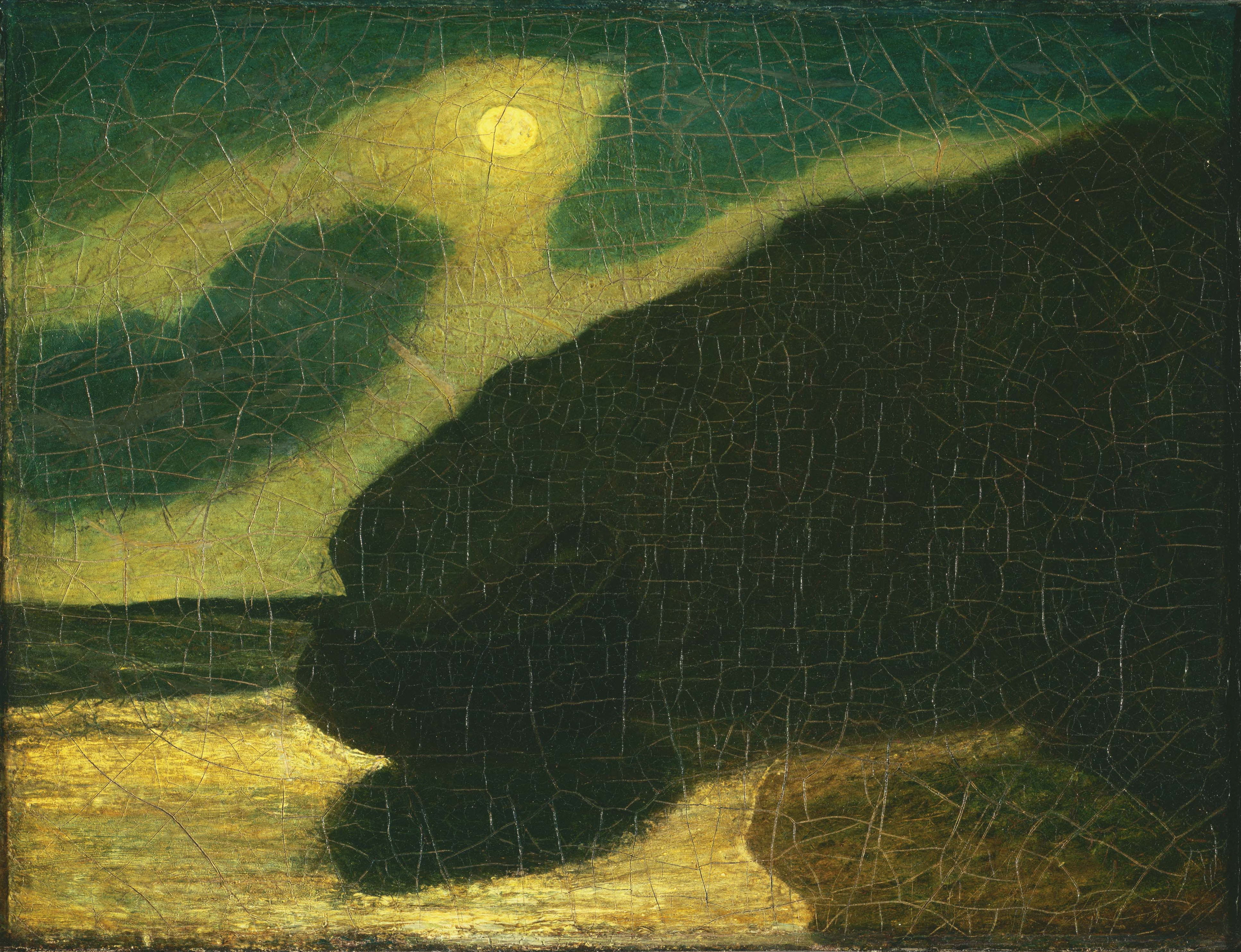
Albert Pinkham Ryder, Moonlit Cove, 1890.
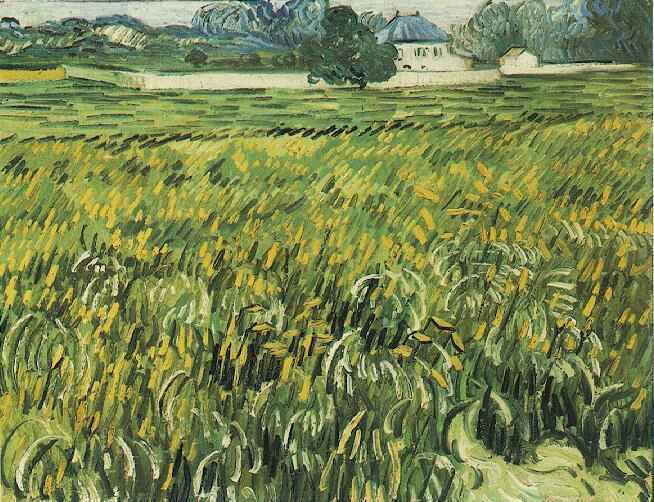
Vincent van Gogh, Champ de blé avec une maison blanche à Auvers, 1890.
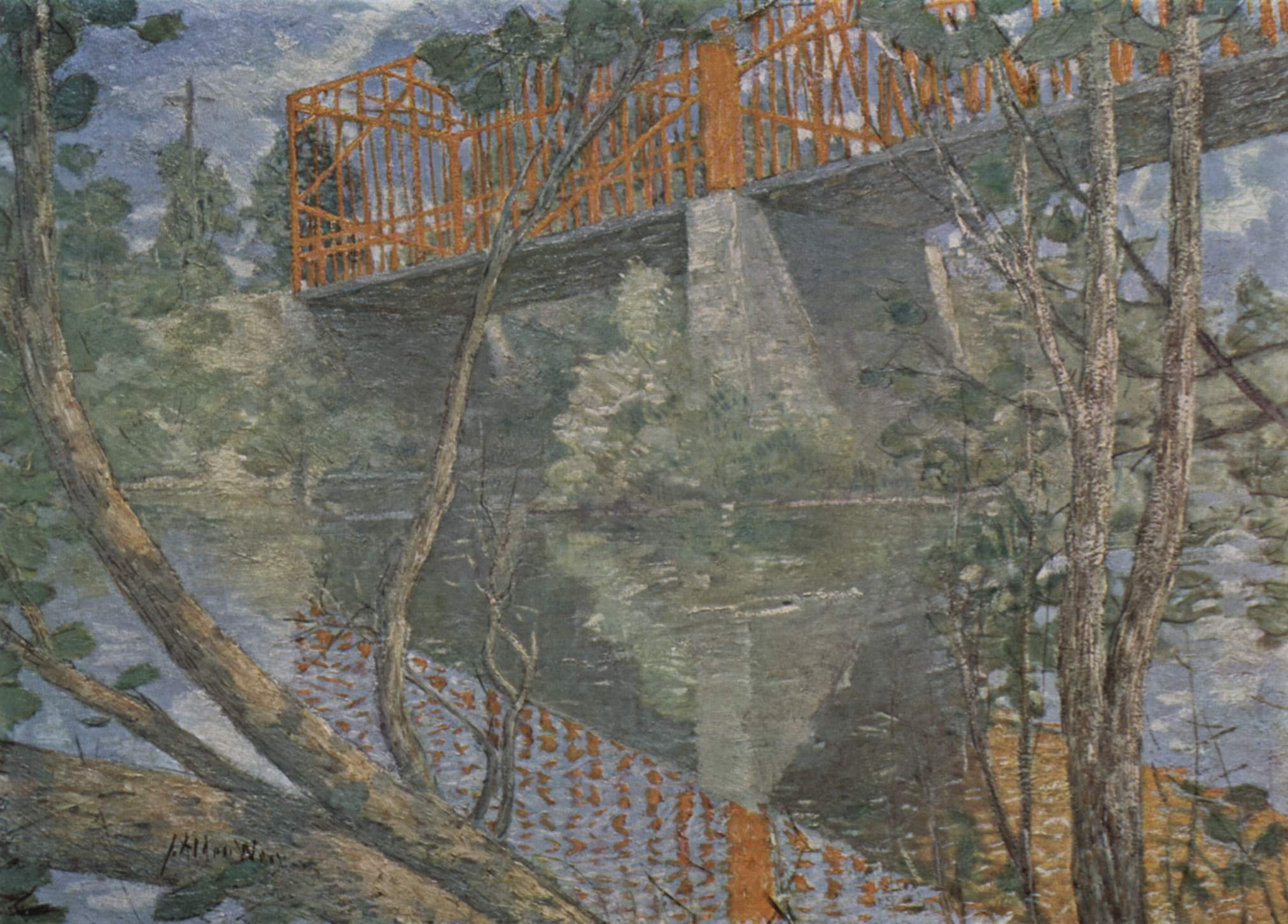
Julian Alden Weir, Le Pont rouge, v. 1895.
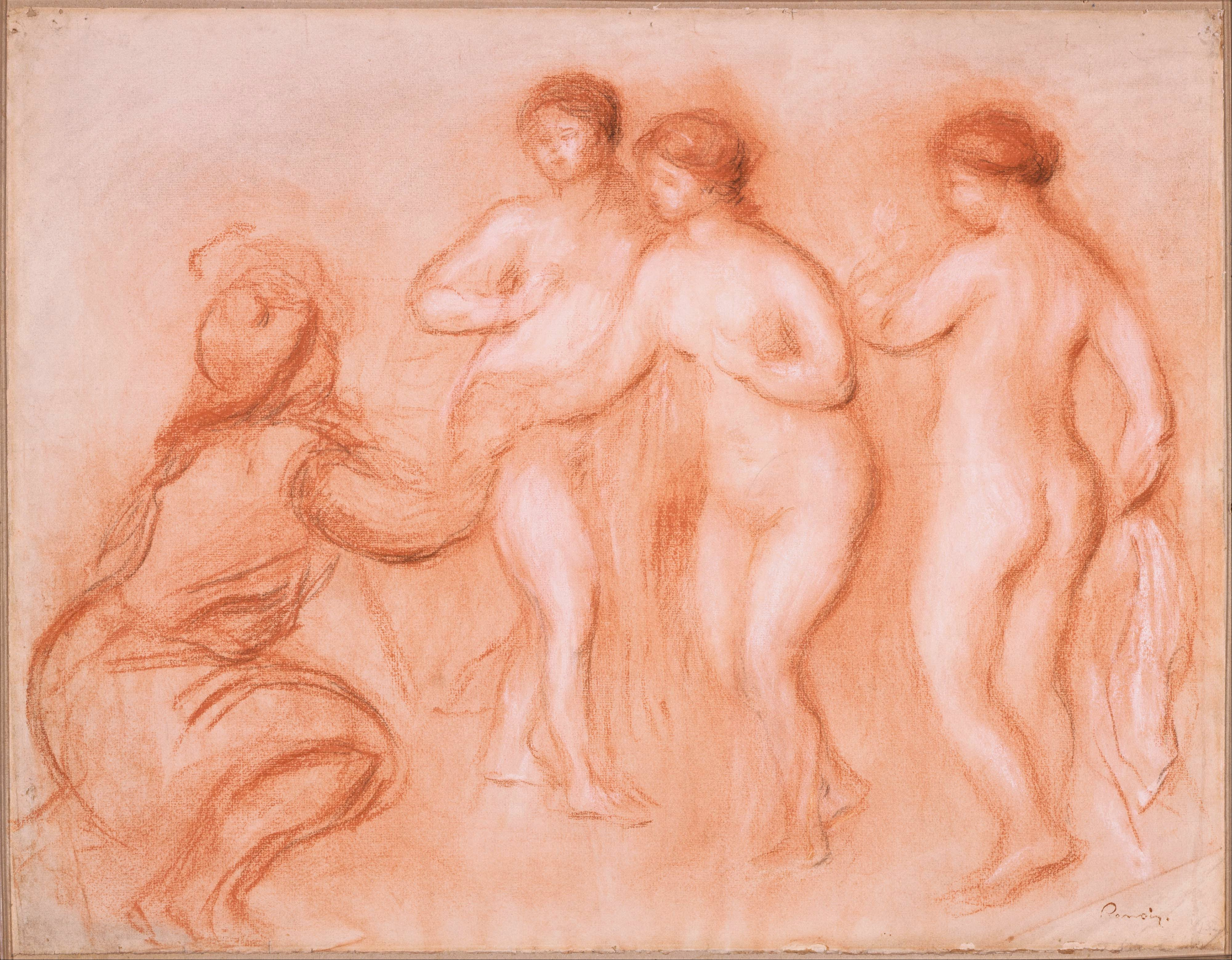
Auguste Renoir, Jugement de Pâris, v. 1908.
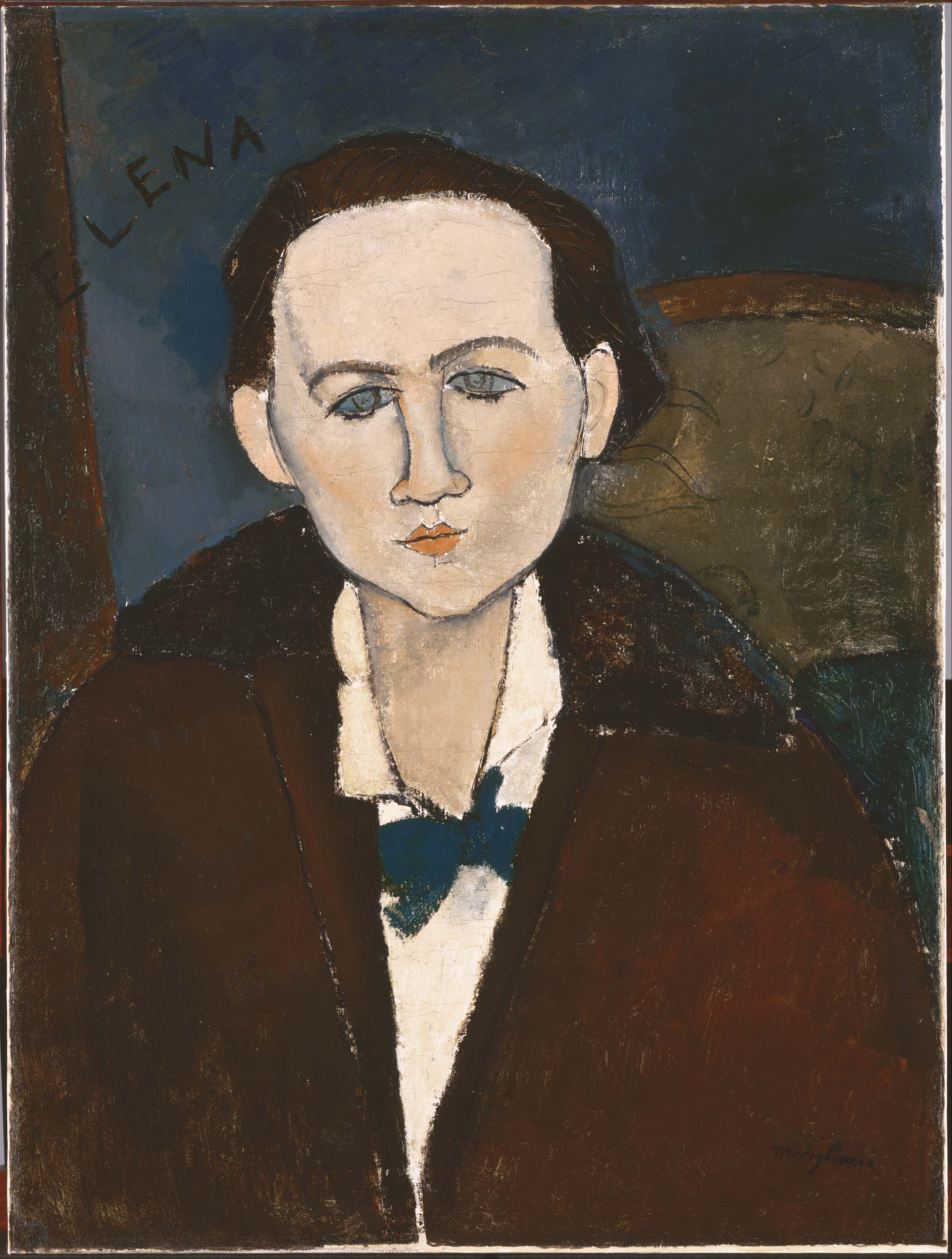
Amedeo Modigliani, Portrait d'Elena Pavlowski, 1917.